# 유엔 안전 보장 이사회 결의 제601 ~ 700호 목록
다음은 유엔 안전 보장 이사회에서 1987년 10월 30일부터 1991년 6월 17일까지 결의된 제601~700호 결의안의 목록이다.

## 결의안 목록
- 유엔 안전 보장 이사회 결의 제601호
- 유엔 안전 보장 이사회 결의 제602호
- 유엔 안전 보장 이사회 결의 제603호
- 유엔 안전 보장 이사회 결의 제604호
- 유엔 안전 보장 이사회 결의 제605호
- 유엔 안전 보장 이사회 결의 제606호
- 유엔 안전 보장 이사회 결의 제607호
- 유엔 안전 보장 이사회 결의 제608호
- 유엔 안전 보장 이사회 결의 제609호
- 유엔 안전 보장 이사회 결의 제610호
- 유엔 안전 보장 이사회 결의 제611호
- 유엔 안전 보장 이사회 결의 제612호
- 유엔 안전 보장 이사회 결의 제613호
- 유엔 안전 보장 이사회 결의 제614호
- 유엔 안전 보장 이사회 결의 제615호
- 유엔 안전 보장 이사회 결의 제616호
- 유엔 안전 보장 이사회 결의 제617호
- 유엔 안전 보장 이사회 결의 제618호
- 유엔 안전 보장 이사회 결의 제619호
- 유엔 안전 보장 이사회 결의 제620호
- 유엔 안전 보장 이사회 결의 제621호
- 유엔 안전 보장 이사회 결의 제622호